# Luis de León

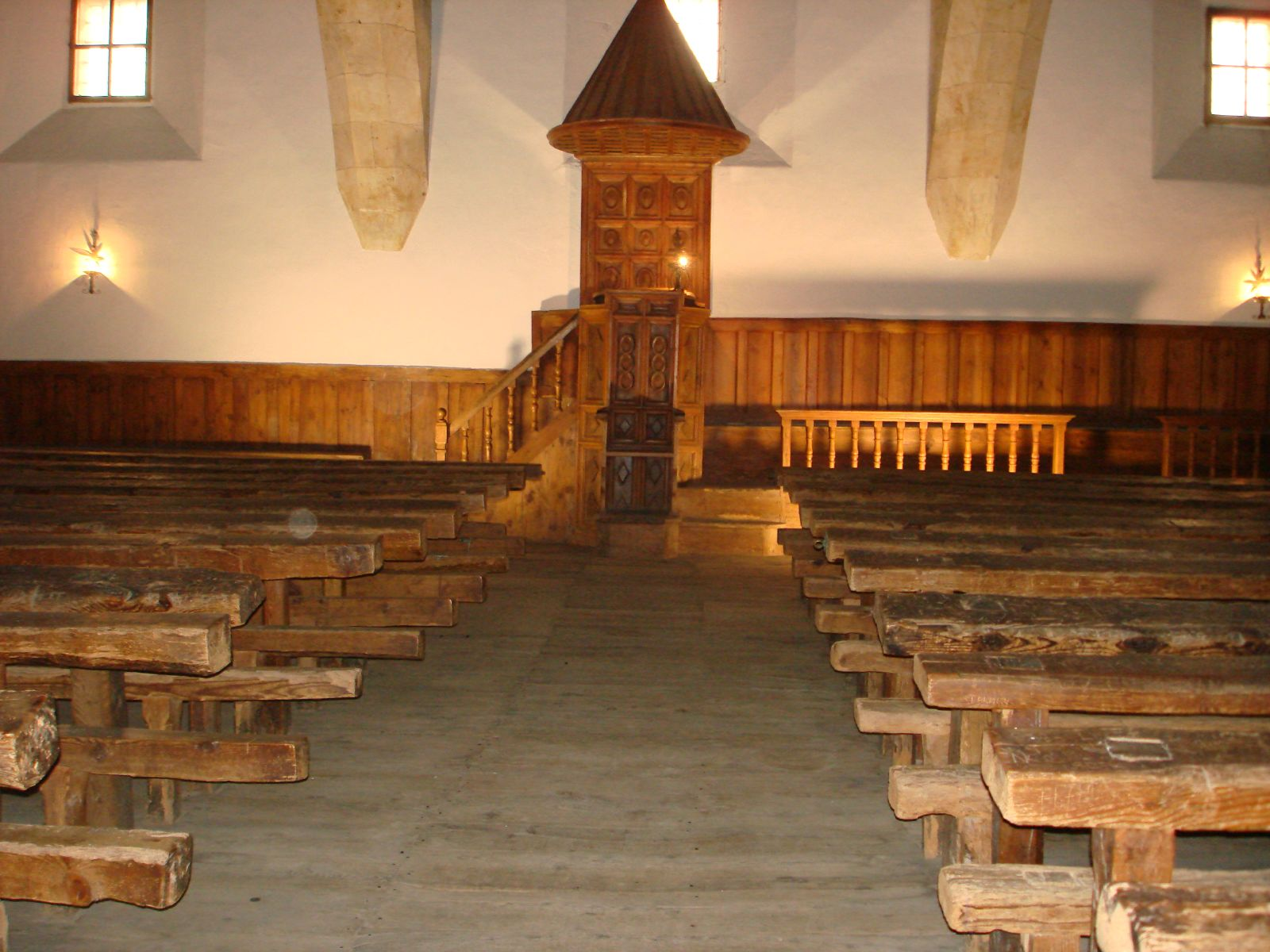
Aula de frei Luis de León nas Escuelas Mayores da Universidade de Salamanca.

Frei Luis de León, O.S.A. (Belmonte, Cuenca, 1527/1528 — Madrigal de las Altas Torres, Ávila, 23 de agosto de 1591), por vezes latinizado para Luyssi Legionensis, foi um religioso espanhol, teólogo, poeta, professor, tradutor e humanista. Foi um dos expoentes da escola literária salmantina e um poetas mais importantes da segunda fase do Renascimento espanhol, a par de Francisco de Aldana, Alonso de Ercilla, Fernando de Herrera e São João da Cruz. Os temas morais e ascéticos dominam toda a sua obra, a qual faz parte da literatura ascética da segunda metade do século XVI, inspirada pelo desejo de o espírito se afastar das questões terrenas para poder alcançar o prometido por Deus, identificado com a paz e o conhecimento.

## Biografia
Luis de León nasceu no seio de uma família de cristãos-novos de origem judaica por ambas as ascendências, filho do advogado Lope de León e de sua esposa Inés Varela. A família mudou-se para Madrid, onde Luis realizou os primeiros estudos, e depois para Valladolid, lugares onde seu pai exerceu funções de conselheiro régio. Depois, sua família se mudou para Granada, pois seu pai tinha sido nomeado ouvidor na Chancillería de Granada.
Quando tinha 14 anos, Luís partiu para Salamanca, onde ingressou na Ordem de Santo Agostinho, tendo professado a 29 de janeiro de 1544. Em Salamanca foi tutorado por um seu tio, Francisco de León, catedrático de Leis da universidade. Após estudos preparatórios no convento da sua ordem, matriculou-se na Universidade de Salamanca, onde obteve o título de Bacharel em Letras entre os anos de 1544 e 1546. Depois matriculou-se em Teologia, estudando até 1551. A partir desse momento passou a ensinar em conventos agostinianos, como os de Soria e Salamanca. Em Salamanca, foi aluno de professores como Melchor Cano. Também estudou na Universidade de Alcalá, onde conheceu frei Cipriano de la Huerga, catedrático de estudos bíblicos, que seria determinante na formação intelectual de frei Luis de León. Em 1551, também participou do Concílio de Trento.
Em 1560 obteve os títulos de licenciatura (licencia docendi) e mestre (doutor) em Teologia, tornando-se elegível para o ensino universitário. Não conseguiu a cátedra de Bíblia em Salamanca, mas alcançou a cátedra de São Tomás, em 1561, e a cátedra de Durando, em 1565.
Em razão de disputas internas na Universidade, principalmente entre dominicanos e agostinianos, também envolvendo a questão da autoridade da Vulgata e da tradução grega da Septuaginta, em um tempo de ameaças do protestantismo, Frei Luís foi acusado de heresia, contribuindo ainda o fato de ser de uma família de cristãos-novos. Em resultado disso, Luís de Leon, o professor de Bíblia, Gaspar de Grajal, e o professor de hebraico, Martín Martínez de Cantalapiedra, foram denunciados por León de Castro, professor de grego, e pelo dominicano Bartolomé de Medina. A denúncia resultou na prisão dos três em março de 1572. Após o processo da Inquisição espanhola, os três serão absolvidos, Frei Luis em 1576, Cantalapiedra em 1577, e Grajal, cujo julgamento continua mesmo após a morte, em 1578. Foi decisiva para sua liberdade a atuação do Cardeal e Inquisidor Geral Gaspar de Quiroga.
Regressando a Salamanca em dezembro de 1576, regressou à Universidade, mas como a sua antiga cátedra Durando estava ocupada, a Universidade ofereceu-lhe uma cátedra extraordinária de Teologia para explicar a teologia escolástica. Ocupou essa cátedra até 1578, quando conquistou a cátedra de Filosofia Moral. Finalmente, no ano seguinte, consegue a cátedra da Sagrada Escritura. Apesar da oposição e acusações de fraude, a chancelaria de Valladolid decide a seu favor e ele poderá exercer o seu ensino sem novas mudanças de cátedra até o fim dos seus dias. Pôde então se dedicar a criação literária em latim e em romance.
Uma segunda denúncia contra Luis de León, em 1582, não teve sucesso. Sua obra-prima em prosa, De los nombres de Cristo (1583-1585), um tratado na forma de diálogo popularizado pelos seguidores de Erasmo sobre os vários nomes dados a Cristo nas Escrituras, é o exemplar supremo do estilo de prosa clássico espanhol. Suas traduções do grego, latim, hebraico e italiano incluem o Cântico dos Cânticos e o Livro de Jó, ambos com comentários. Seus poemas, contendo muitos dos motivos de De los nombres de Cristo, foram publicados postumamente por Francisco Gómez de Quevedo y Villegas em 1631. Suas outras obras incluem tratados teológicos e comentários em latim sobre vários salmos e livros da Bíblia. Nos seus últimos anos de sua vida, envolveu-se em diversas atividades e ficou cada vez mais afastado da docência; conheceu a Madre Ana de Jesús e editou as obras de Santa Teresa de Ávila.
Em 1591, a saúde dele se agravou, provavelmente com um tumor. Precisou justificar-se perante a Universidade por suas longas estadias em Madri e apresentou atestados médicos de sua saúde debilitada. Na reunião do capítulo da Ordem em Madrigal de las Altas Torres, em 14 de agosto foi eleito Provincial da Ordem, mas logo faleceu no convento de Santo Agostinho. O seu corpo foi trasladado para Salamanca, onde chega na noite do dia 24, e foi sepultado no claustro do convento agostiniano de São Pedro.
No século XIX, o convento foi reduzido a ruína devido ao abandono e aos estragos da Guerra da Independência; assim, a Universidade de Salamanca e a cidade decidiram recuperar os restos mortais do seu famoso filho. Após a exumação, em 28 de março de 1856, os restos mortais foram solenemente transferidos para a capela de São Jerónimo da Universidade. Em 1869, foram inaugurados o mausoléu da capela e a estátua de bronze que preside o Adro das Escolas da Universidade de Salamanca, obra de Nicasio Sevilla.

## Obras
Entre outras, frei Luis de León é autor das seguintes obras:
- Escritores del siglo XVI. Tomo segundo. Obras del maestro Fray Luis de León; precédelas su vida, escrita por Don Gregorio Mayans y Siscar; y un extracto del proceso instruido contra el autor desde el año 1571 al 1576, Madrid, M. Rivadeneyra, 1855.
- Traducción literal y declaración del libro de los cantares de Salomón. Salamanca, en la oficina de Francisco de Toxar, 1798. Otras eds.: Madrid, Manuel Rivadeneyra, 1855.
- De los nombres de Christo, en Salamanca, por Juan Fernández, 1583. Otras eds.: Valencia, en la Imprenta de Benito Monfort, 1770; Madrid, Manuel Rivadeneyra, 1855.
- La perfecta casada, Salamanca, Juan Fernández, 1583.[6] Segunda impresión, añadida y enmendada, en Salamanca, en casa de Cornelio Bonardo, 1586. Madrid, M. Rivadeneyra, 1855.
- Exposición del Libro de Job (Ms.219) [Manuscrito]. Madrid, M. Rivadeneyra, 1855.
- Obras poéticas, divididas en tres libros, Madrid, M. Rivadeneyra, 1855.
- In Cantica canticorum explanatio, Salamanca, 1580.
- In Psalmum vigesimumsextum explanatio, Salamanca, ¿1580-1582?
- De utrisque agni typici atque inmolationis legitimo tempore, Salamanca, 1590.
- Cantar de los cantares. Interpretaciones: literal, espiritual, profética.
- De legibus o Tratado sobre la ley
- De fide
- De spe
- De charitate
- De creatione rerum
- De incarnatione
- Oración fúnebre al maestro Domingo de Soto
- [Dictamen relativo a la explotación de las minas de azogue del Perú por parte de Pedro de Contreras. 28 de marzo de 1588].
- Epistolario: cartas, licencias, poderes, dictámenes
- Escritos desde la cárcel. Autógrafos del primer proceso inquisitorial.